# اقتصاد اسپانیا
اقتصاد اسپانیا، سیزدهمین قدرت اقتصاد جهانی بر اساس حجم تولید ناخالص داخلی را در کارنامهٔ خود دارد، این کشور در سال ۲۰۱۳، در رتبهٔ چهاردهم بزرگترین اقتصادهای جهان قرار گرفته‌بود.

## پیش از بحران مالی
اقتصاد سرمایه‌داریِ مختلط اسپانیا سیزدهمین اقتصاد بزرگ جهان، پنجمین اقتصاد بزرگ اتحادیه اروپا و چهارمین اقتصاد بزرگ منطقه یورو می‌باشد.
در آغاز دهه ۱۹۹۰ برخی شرکت‌های اسپانیایی به شرکت‌هایی چند ملیتی تبدیل شدند. بیشتر فعالیت این شرکت‌ها در حوزه کشورهای آمریکای لاتین بود. هم‌اکنون نیز اسپانیا پس از آمریکا بزرگ‌ترین سرمایه‌گذار خارجی در آمریکای لاتین محسوب می‌شود. برخی دیگر از شرکت‌های اسپانیایی حوزه فعالیت خود را به آسیا و کشورهای هند و چین نیز گسترش داده‌اند. این گسترش جهانی برای اسپانیا برتری رقابتی در برابر دیگر همسایه‌های اروپایی محسوب می‌شود. دلیل این امر ممکن است در درجه اول تمایل به زبان و فرهنگ اسپانیایی در آسیا و آفریقا و همچنین وجود فرهنگ مشارکتی که ریسک کردن در بازارهای ناپایدار را به اسپانیایی‌ها یاد داد باشد.
پس گذشت دوره بحران اقتصادی در اوایل دهه ۱۹۹۰ اسپانیا شاهد رشد اقتصادی خوبی بود. این رشد اقتصاد بالا به دولت کمک کرد تا بدهی‌های خارجی‌اش را کاهش دهد و همچنین باعث شد نرخ بیکاری در این کشور به‌طور قابل توجهی کاهش یابد. در سال ۱۹۹۹ (۱۳۷۸) اسپانیا در شرایطی به منطقه یورو پیوست که بودجه دولت متعادل و نرخ تورم تحت کنترل بود.

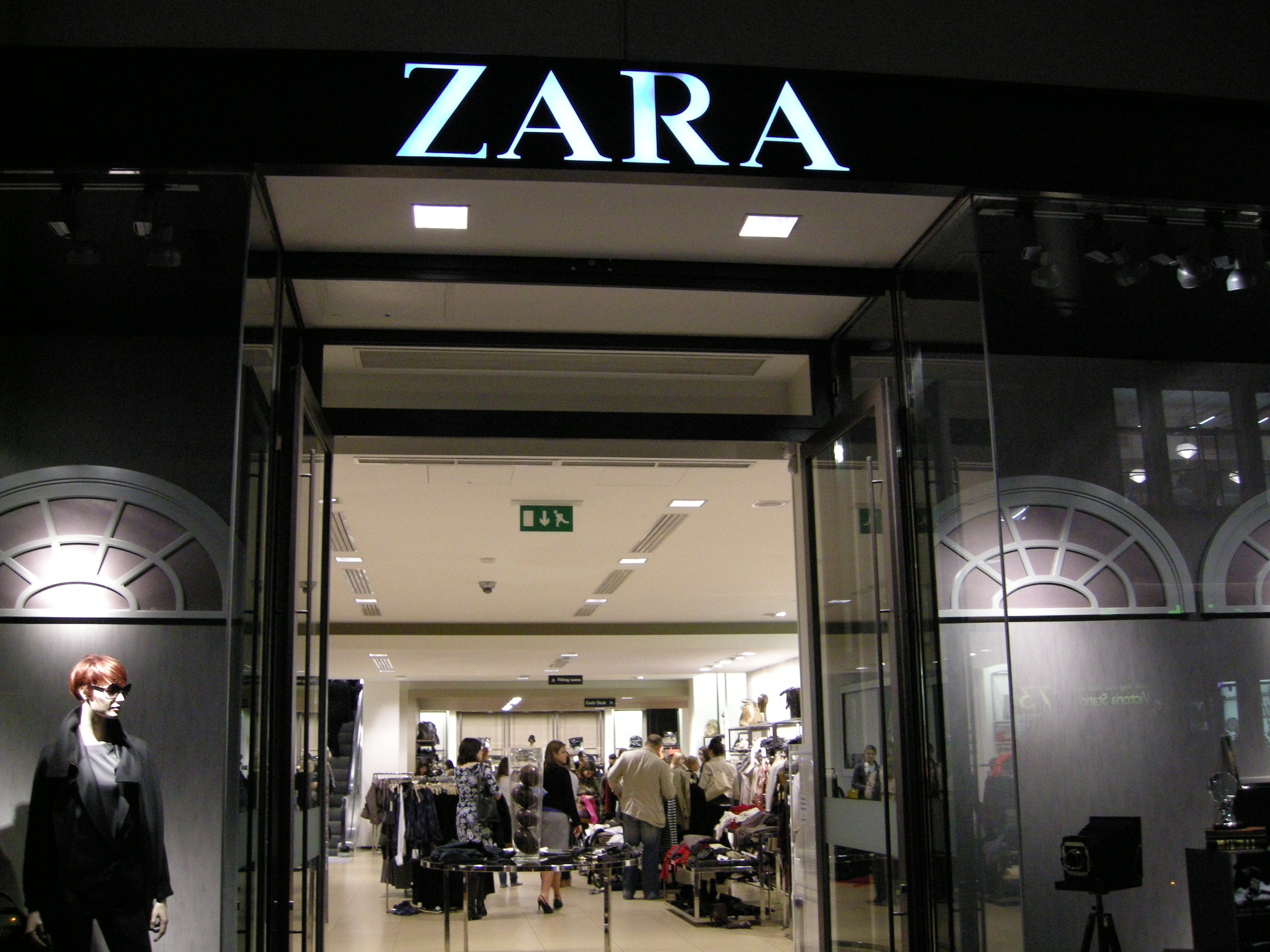
یکی از شعبه‌های فروشگاه‌های زارا در لندن

پیش آغاز بحران شدید اقتصادی اخیر دولت نخست وزیر پیشین خوزه ماریا اسنار در الحاق اسپانیا به کشورهای پایه‌گذار یورو موفق بود. نرخ بیکاری در اکتبر ۲۰۰۶ برابر با ۶/۷٪ بود که در مقایسه با سایر کشورهای اروپایی و در مقایسه با نرخ بیکاری در اوایل دهه ۱۹۹۰ (حدود ۲۰٪) نرخ پایینی محسوب می‌شد. نقاط ضعف همیشگی اقتصاد اسپانیا تورم بالا، وجود یک بازار سیاه وسیع و نظام آموزشی ضعیف (که بر اساس گزارش‌های سازمان همکاری اقتصادی و توسعه یکی از ضعیف‌ترین نظام‌های آموزشی در میان کشورهای توسعه یافته می‌باشد) هستند.
شرکت‌های اسپانیایی در زمینه‌های گوناگونی فعال هستند. مهم‌ترین آن‌ها عبارتند از ایبردرولا که یکی از بزرگترین شرکت فعال در زمینه انرژی‌های برگشت‌پذیر می‌باشد.؛ شرکت‌های تلفونیکاٰ، ابنگوا، موندراگون، مویستار، هیسدسات، ایندرا که در زمینه فناوری ارتباطات متخصص هستند؛ شرکت‌های کونستروکسیونس ای اوکسیلیار د فروکاریلس و تالگو که در صنعت راه‌آهن و ترابری ریلی فعالند؛ شرکت‌های نساجی مانند ایندیتکس، شرکت‌های پتروشیمی مانند رپسول و شرکت‌های فعال در زمینه ساخت زیربناها مانند فروویال، آکسیونا، گروه آسی‌اس، اوبراسکون هارته لاین و فومنتو د کونستروکسیونس ای کونتراتس؛ با ذکر این نکته که ۶۰ درصد شرکت‌های بین‌المللی فعال در زمینه زیربناهای حمل و نقل اسپانیایی هستند.

## رونق و رکود در بازار مسکن
با انتخاب یورو به جای پزوتا در آغاز قرن جدید اقتصاد اسپانیا شاهد کاهش نرخ بهره به کمترین میزان خود در تاریخ بود. رشد بازار مسکن که از سال ۱۹۹۷ (۱۳۷۶) آغاز شده بود، شتاب گرفته و در عرض چند سال به یک حباب تبدیل شد. بازار املاک توسط بانک‌های موسوم کاخا (بانک‌های پس‌انداز منطقه‌ای تحت نظارت دولت‌های منطقه‌ای) تأمین مالی و با نرخه بهره پایینی که در تاریخ بی‌نظیر بود و رشد شدید مهاجرت تقویت می‌شد. اقتصاد اسپانیا به خاطر دور بودنش از نرخ رشد صفر مجازی نسبت به دیگر شرکای اروپایی‌اش اعتبار داشت. اقتصادی که بیش نیمی از شغل‌های جدید ایجاد شده در اتحادیه اروپا را در پنج ساله منتهی به پایان سال ۲۰۰۵ (۱۳۸۴) ایجاد کرده بود.
حباب مسکن اسپانیا در سال ۲۰۰۸ (۱۳۸۷) ترکید و باعث فروپاشی اقتصادی بخش‌های مربوط به مسکن و ساخت و ساز، اخراج گسترده کارکنان و کارگران و توقف روند تقاضای کالا و خدمات شد. تا پایان ماه مه ۲۰۰۹ (اردیبهشت ۱۳۸۸) نرخ بی‌کاری به ۱۸/۷٪ رسید. (۳۷٪ در بین جوانان)
بانک‌ها و موسسه‌های مالی اسپانیا در ابتدا تلاش کردند تا از بحران پیش آمده برای همتایان بریتانیایی و آمریکایی خود دوری کنند. بانک‌های بین‌المللی اسپانیا، بانک سانتاندر و بانک بی‌بی‌وی‌ای که سبدهای سهام متنوع بین‌المللی داشتند خیلی سریع فعالیت خود را در بازار پر خطر مسکن محدود کردند. با این حال با عمیق‌تر شدن رکود اقتصادی و افت قیمت مسکن، بدهی سنگین رو به افزایش بانک‌های پس‌انداز منطقه‌ای، دولت و بانک مرکزی را مجبور به مداخله از طریق تدوین طرح‌های تثبیتی کرد و در نهایت در سال ۲۰۱۲ (۱۳۹۱) دولت مجبور شد از بانک مرکزی اروپا کمک مالی دریافت کند.

## کیفیت زندگی
بر اساس پژوهش‌های انجام شده در سال ۲۰۰۵ (۱۳۸۴) اسپانیا از نظر کیفیت زندگی پس از کشورهایی مانند فرانسه، آلمان، بریتانیا و کره جنوبی در بین ده کشور نخست جهان قرار دارد.
در سال‌های اخیر بی‌کاری به بزرگترین نگرانی جامعه اسپانیا تبدیل شده‌است. نرخ بی‌کاری در سال‌های ۲۰۰۶ و ۲۰۰۷ (۱۳۸۵ و ۱۳۸۶) ۸٪ بود که پس از بحران مالی به ۲۰٪ در سال ۲۰۱۰ (۱۳۸۹) و ۲۵٪ (۵۶٪ در بین جوانان) در سال ۲۰۱۳ (۱۳۹۲) رسید.

## کشاورزی

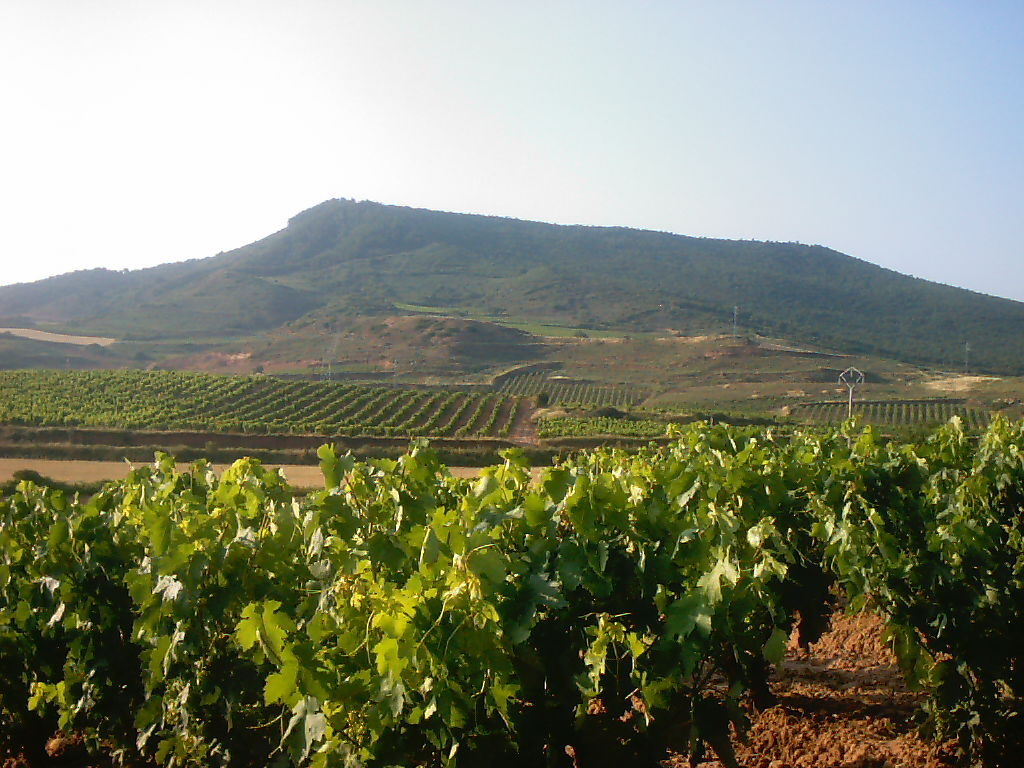
تاکستان‌های شراب لاریوخا در لا ریوخا.

زمین‌های کشاورزی به دو روش کلی مورد بهره‌برداری قرار گرفته‌اند. زمین‌هایی که با تکیه بر کشت بدون آبیاری و تنها به وسیلهٔ بارندگی به عنوان منبع آب مورد استفاده قرار می‌گیرند که این زمین‌ها ۸۵٪ کل زمین‌های زیر کشت را تشکیل می‌دهد. مناطق مرطوب شمال و شمال‌غرب تحت این روش مورد بهره‌برداری قرار می‌گیرند. مناطق حاصلخیزتر به روش کشت با آبیاری مورد استفاده قرار می‌گیرند که تا سال ۱۹۸۶ (۱۳۶۵) ۳ میلیون هکتار از مساحت کشور را پوشانده بودند که دولت امیدوار است که سطح زیر کشت به روش دو برابر شود. یکی از مناطق قابل توجه از نظر گسترش کشاورزی استان آلمریا می‌باشد - یکی از خشک‌ترین و متروک‌ترین استان‌های اسپانیا - که محصولات زمستانی متنوعی شامل میوه و سبزیجات را به اروپا صادر می‌کند.
با وجود این که ۱۷٪ سطح زیر کشت زمین‌های کشاورزی در اسپانیا به روش آبیاری مورد استفاده قرار می‌گیرند اما ۴۰ تا ۴۵ درصد ارزش خالص کل محصولات و ۵۰ درصد حجم کل صادرات مربوط به این بخش از کشاورزی است. بیش از نیمی از مساحت زیر کشت در این بخش به ذرت، درختان میوه و تره‌بار اختصاص دارد. دیگر محصولات شامل انگور، پنبه، چغندر قند، سیب زمینی، حبوبات، زیتون، انبه، توت فرنگی، گوجه فرنگی و علوفه دام می‌باشد.

## زعفران ایرانی
ایران با داشتن بیش از ۹۵ درصد تولید زعفران، محصولش را به ۴۵ کشور جهان صادر می‌کند. کشور اسپانیا با اختصاص حدود یک چهارم واردات این محصول ایرانی یکی از کشورهایی است که بیشترین سهم را در تجارت خارجی زعفران ایرانی دارد. اسپانیا زعفران ایرانی را به ۱۴۰ کشور دنیا، به نام خود، صادر می‌کند، اینکه اسپانیا زعفران ایرانی را با نام خودش صادر می‌کند به‌تأیید یکی از اعضای شورای ملی زعفران رسیده‌است. مقصد انواع زعفران ایرانی، کشورهایی مانند آلمان، اتریش، اردن، اسپانیا، استرالیا، استونی، اسکاتلند، افغانستان، امارات متحده عربی، انگلستان، بحرین، بلژیک، بوسنی، تایوان، ترکیه، چین، سنگاپور، سوئد، سوئیس، عراق، عربستان سعودی، عمان، فرانسه، فیلیپین، قطر، کانادا، کویت، موریس، ویتنام، هلند، هنگ کنگ، ایتالیا، نپال، مالزی، هند، ژاپن، سریلانکا، مجارستان، آذربایجان است، که البته خودِ کشور اسپانیا نیز با اختصاص حدود یک چهارم از کل صادرات این محصول ایرانی، خود یکی از کشورهایی است که بیشترین سهم را در تجارت زعفران ایرانی دارد، همچنان بازارهای ناشناخته بسیاری وجود دارد که ایران می‌تواند زعفرانش را در آنجا عرضه کند.

## گردشگری

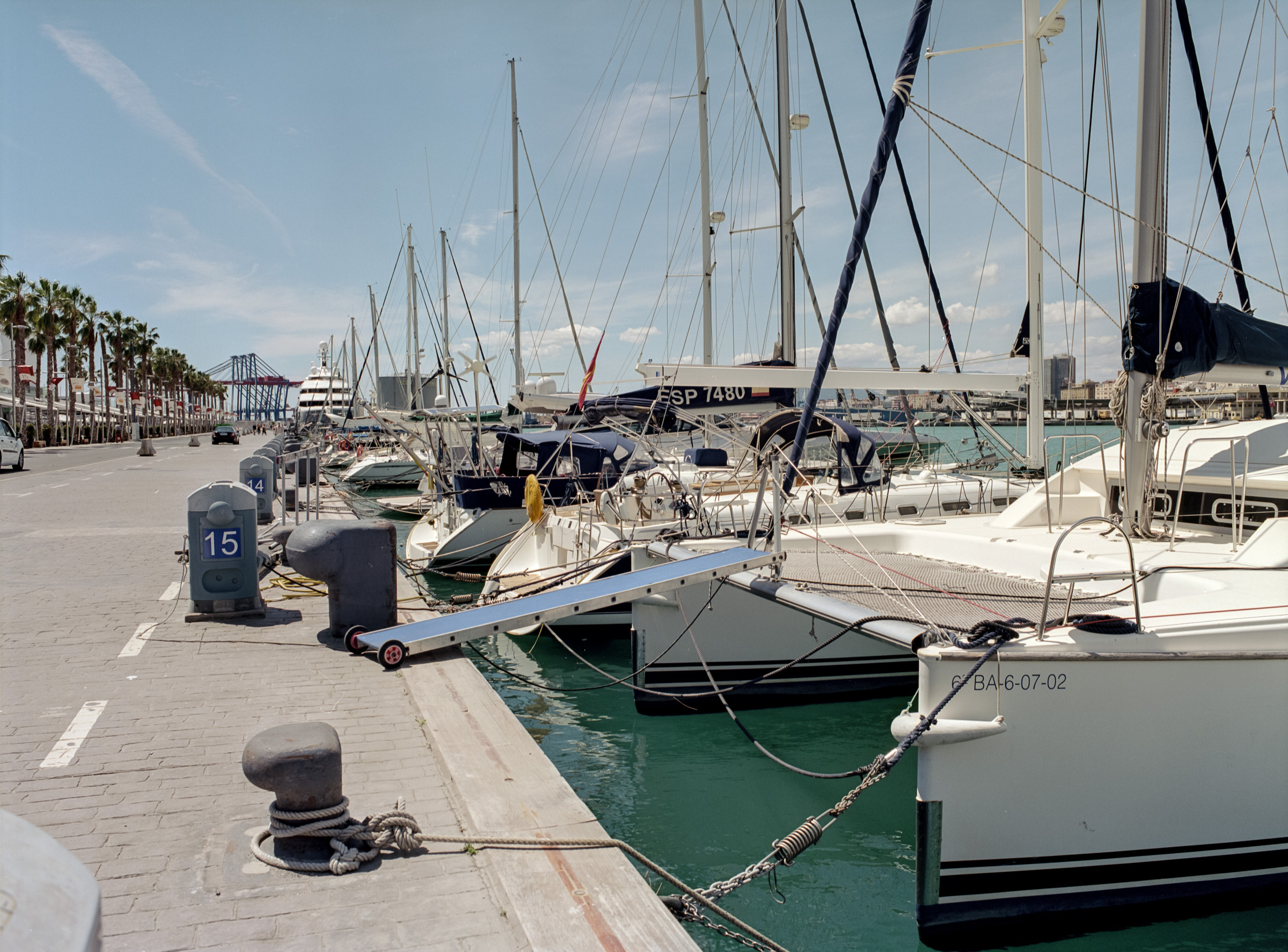
بندر مالاگا.

در طول چهار دهه گذشته صنعت گردشگری اسپانیا بسیار پیشرفت کرده‌است به طوری که به دومین صنعت گردشگری بزرگ دنیا بدل شده‌است و در سال ۲۰۰۶ ارزش آن حدود ۴۰ میلیارد یورو برابر با ۵٪ تولید ناخالص داخلی کشور بوده‌است. امروزه اقلیم، آثار تاریخی و فرهنگی، موقعیت جغرافیایی و امکانات رفاهی اسپانیا باعث شده تا گردشگری به یکی از صنایع اصلی و همچنین منبع درآمد و اشتغال ثابت برای این کشور بدل شود. سازوکار رتبه‌بندی هتل‌ها و اقامتگاه‌ها در اسپانیا بسیار سختگیرانه‌تر از دیگر کشورهای اروپایی است و به همین دلیل هتل‌های اسپانیایی سطح بالاتر و گرانتر از دیگر کشورهای اروپایی است.

## انرِژی

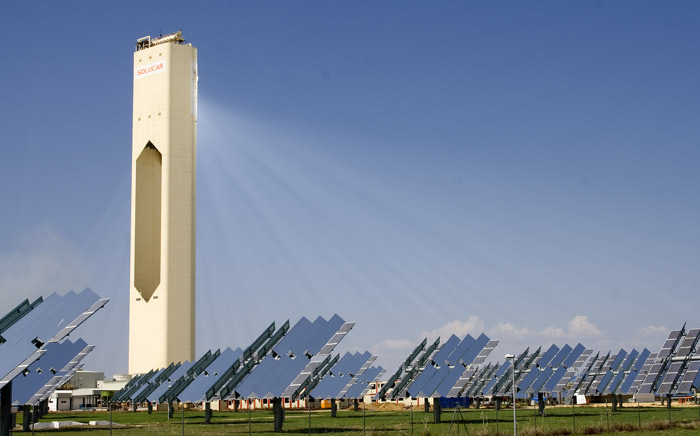
نخستین نیروگاه خورشیدی تجاری جهان در استان سویا

اسپانیا یکی از کشورهای پیشرو در تولید انرژی‌های تجدید پذیر است. اسپانیا در سال ۲۰۰۹ (۱۳۸۸) با افتتاح یک نیروگاه بزرگ خورشیدی به نام لا فلوریدا در منطقه آلوارادو با پیشی‌گیری از ایالات متحده به بزرگترین تولیدکننده انرژی برق از خورشید تبدیل شد. همچنین اسپانیا در میان کشورهای اروپایی بیشترین مقدار برق را از انرژی بادی تولید می‌کند. در سال ۲۰۱۰ (۱۳۸۹) میزان تولید برق از این روش ۴۲۹۷۶ گیگاوات‌ساعت برابر با ۱۶٪ کل برق تولید شده در اسپانیا بود. در ۹ نوامبر ۲۰۱۰ (۱۸ آبان ۱۳۸۹) میزان تولید برق از انرژی بادی به صورت آنی به اوج خود در تاریخ کشور رسید به طوری که ۵۳٪ از نیاز برق سرزمین اصلی اسپانیا را پوشش می‌داد و این انرژی تولید شده برابر با انرژی تولید شده توسط ۱۴ واکنشگاه هسته‌ای می‌باشد. دیگر انرژی‌های برگشت‌پذیری که در اسپانیا بکارگیری می‌شوند عبارتند از انرژی برق‌آبی، بیومس و انرژی دریایی (۲ نیروگاه انرژی دریایی در حال ساخت می‌باشد).
منابع انرژی تجدید ناپذیری که در اسپانیا استفاده می‌شوند شامل انرژی هسته‌ای (۸ نیروگاه)، گاز طبیعی، زغال سنگ و نفت می‌باشند.

## ترابری

خط آهن قطار تندروی مادرید-وایادولید

شبکه بزرگراه‌های اسپانیا عمدتاً بر شش بزرگراهی که مادرید را به باسک، کاتالونیا، والنسیا، آندلس، اکسترمادورا و گالیسیا متصل می‌کنند متمرکز است. همچنین بزرگراه‌های فرول به ویگو در خط ساحلی اقیانوس اطلس، اویدو به سن سباستین در خط ساحلی کانتابریا و خرنا به کادیس در خط ساحلی مدیترانه اطراف اسپانیا را به هم متصل می‌کند.
اسپانیا پس از چین دومین شبکه بزرگ قطار تندروی جهان و بزرگترین شبکه بزرگ قطار تندروی اروپا را در اختیار دارد. شبکه قطار تندروی اسپانیا در مجموع ۳۵۰۰ کیلومتر طول دارد که با سرعت ۳۰۰ کیلومتر در ساعت بین شهرهای مالاگا، سویا، مادرید، بارسلونا، والنسیا و وایادولید در تردد است. به‌طور میانگین شبکه قطار تندروی اسپانیا پر سرعت‌ترین شبکه قطار تندروی جهان است که پس از اسپانیا شبکه قطار تندروی ژاپن، شینکانسن و شبکه قطار تندروی فرانسه، ت ژ و در رده‌های بعدی قرار دارند. از نظر وقت‌شناسی قطار تندروی اسپانیا پس از ژاپن دوم است. (۹۸/۵۴٪ رسیدن به موقع) در صورتی که برنامه‌های جاه‌طلبانه گسترش شبکه قطار تندرو به ثمر بنشیند در سال ۲۰۲۰ (۱۳۹۸) طول این شبکه به ۷۰۰۰ کیلومتر خواهد رسید و تقریباً تمام شهرهای مهم در کمتر به سه الی چهار ساعت به مادرید دسترسی پیدا خواهند کرد.
۴۷ فرودگاه در اسپانیا وجود دارد. پررفت‌وآمدترین آن‌ها فرودگاه مادرید-باراخاس است که با ۴۵ میلیون مسافر در سال ۲۰۱۲ نوزدهمین فرودگاه پررفت‌وآمدترین جهان و چهارمین در اروپا محسوب می‌شود. دیگر فرودگاه مهم این کشور فرودگاه بارسلونا-ال پرات می‌باشد که با ۳۵ میلیون مسافر در سال ۲۰۱۲ سی و چهارمین فرودگاه پررفت‌وآمدترین جهان محسوب می‌شود. دیگر فرودگاه‌های اصلی اسپانیا در شهرهای مایورکا (با ۲۳ میلیون مسافر)، مالاگا (با ۱۳ میلیون مسافر)، لاس پالماس (با ۱۱ میلیون مسافر)، آلیکانته (با ۱۰ میلیون مسافر) قرار دارند. سایر فرودگاه‌های بین ۴ تا ۱۰ میلیون مسافر جابه‌جا می‌کنند و در شهرهای تنریف، والنسیا، سویا، بیلبائو، ایبیزا، لانزاروته و فوئرته‌ونتورا قرار دارند. ۳۰ فرودگاه دیگر نیز کمتر از ۴ میلیون مسافر در سال جابه‌جا می‌کنند.
دولت اسپانیا در نظر دارد تا سال ۲۰۱۴ (۱۳۹۳) یک میلیون خودروی برقی را به منظور مصرف بهینه انرژی وارد شبکه ترابری کند.